# 432. strelska divizija (ZSSR)
432. strelska divizija (izvirno rusko 432. стрелковая дивизия; kratica 432. SD) je bila strelska divizija Rdeče armade v času druge svetovne vojne.

## Zgodovina
Divizija je bila ustanovljena 3. januarja 1942 v Uralskem vojaškem okrožju. 27. januarja 1942 je bila preimenovana v 159. strelsko divizijo.